# John Henry (polityk)
John Henry (ur. listopad 1750, zm. 16 grudnia 1798) – amerykański polityk z Maryland. W latach 1778–1780 i ponownie w latach 1785–1786 był delegatem stanu Maryland do Kongresu Kontynentalnego. W 1788 roku został wybrany w pierwszych wyborach do Senatu Stanów Zjednoczonych, gdzie zasiadał od 4 marca 1789 do 10 grudnia 1797, gdy zrezygnował aby objąć stanowisko gubernatora stanu Maryland, które piastował w latach 1797–1798.